# Yuri Milner
Yuri Borisovich (Bentsionovich) Milner (em russo:  Юрий Борисович (Бенционович) Мильнер; Moscou, 11 de novembro de 1961) é um empresário e investidor em capital de risco russo, fundador da Digital Sky Technologies.
Fundou as firmas de investimento Digital Sky Technologies (DST), atualmente denominada Mail.ru Group, e DST Global. Através da Mail.ru Group e da DST Global, Milner investe no Facebook, Zynga, Twitter, Spotify, ZocDoc, Groupon, 360Buy.com e Alibaba.
Em 2015, em Londres, Drake, Martin Rees e o empresário russo Yuri Milner, juntamente com o físico Stephen Hawking, anunciaram suas intenções de fornecer 100 milhões de dólares em financiamento ao longo da próxima década para os melhores pesquisadores do SETI, através do projeto "Breakthrough Listen" que permitirá que novos levantamentos de dados  rádio e ópticos possam ocorrer usando os mais avançados telescópios.